# Xương Huân
Xương Huân là một phường cũ thuộc thành phố Nha Trang, tỉnh Khánh Hòa, Việt Nam.

## Địa lý
Phường Xương Huân có diện tích 0,60 km², dân số năm 2022 là 9.299 người, mật độ dân số đạt 15.498 người/km².

## Lịch sử
Ngày 28 tháng 9 năm 2024, Ủy ban Thường vụ Quốc hội ban hành Nghị quyết số 1196/NQ-UBTVQH15 về việc sắp xếp đơn vị hành chính cấp xã của tỉnh Khánh Hòa giai đoạn 2023 – 2025 (nghị quyết có hiệu lực từ ngày 1 tháng 11 năm 2024). Theo đó, sáp nhập toàn bộ 0,60 km² diện tích tự nhiên và quy mô dân số là 9.299 người của phường Xương Huân vào phường Vạn Thạnh.